# Bruno Petković
Bruno Petković (Metković, 16 settembre 1994) è un calciatore croato, attaccante del Kocaelispor e della nazionale croata.

## Biografia
Il padre Jakov è croato, mentre la madre Ruža è originaria della Bosnia ed Erzegovina.

## Caratteristiche tecniche
È una moderna prima punta, che abbina al fisico imponente anche una buona tecnica individuale e una discreta velocità. Non particolarmente prolifico sotto porta, è però in grado di fare lavoro sporco per far salire la squadra e lanciare i compagni a rete, rappresentando comunque un riferimento per le conclusioni in area, anche in acrobazia.
Considerato un talento estremamente promettente nei suoi primi anni di carriera, ha in parte pagato il prezzo di un rendimento discontinuo.
Per le sue caratteristiche, è stato paragonato da alcuni a Zlatan Ibrahimović, a cui lui stesso ha poi dichiarato di ispirarsi.

## Carriera

### Club
Inizia la sua carriera nelle giovanili di Neretva Metković, Dinamo Zagabria, NK Zagabria, HAŠK Zagabria e Hrvatski Dragovoljac.
Il 31 agosto 2012 passa alla squadra italiana del Catania, con il trasferimento che arriva qualche mese dopo. Esordisce in campionato nell'ultima giornata del torneo 2012-2013, contro il Torino. Per la stagione 2013–2014 in Serie A, Petković viene aggregato alla prima squadra. Parte da titolare nella partita della quinta giornata contro la Lazio.
Il 1º settembre 2014 passa al Varese con la formula del prestito con diritto di riscatto e controriscatto.
Il 30 gennaio 2015, dopo aver concluso anticipatamente il prestito a Varese, viene girato (sempre in prestito con diritto di riscatto) alla Reggiana in Lega Pro.
Il 31 agosto seguente viene ceduto in prestito con diritto di riscatto all'Entella in Serie B. Segna il suo primo e unico gol il 26 settembre alla quinta giornata nella sconfitta per 4-2 contro il Trapani.
Il 1º febbraio 2016 viene ceduto in prestito con diritto di riscatto al Trapani in Serie B e con la squadra siciliana realizza 7 reti nel girone di ritorno, sfiorando la promozione in Serie A, fallita solo nella finale play-off contro il Pescara. Il 22 giugno seguente viene riscattato dal club granata per 300.000 euro (il Catania si riserva il 25% di una futura vendita). L'anno seguente segna 3 gol nel girone di andata.
Il 12 gennaio 2017 viene ceduto dal Trapani, a titolo definitivo, per 1,2 milioni di euro, al Bologna.
L'11 gennaio 2018, dopo 22 presenze totali senza reti segnate con il club emiliano, viene ceduto in prestito fino al termine della stagione al Verona. Coi veneti Petković disputa 16 partite e il club retrocede in Serie B, non venendo in seguito riscattato dalla società scaligera.
Il 6 agosto successivo fa ritorno dopo molti anni in patria, venendo ceduto dal Bologna in prestito con obbligo di riscatto alla Dinamo Zagabria. Con la Dinamo Petković si impone sin da subito come un titolare della squadra. Nel gennaio del 2019 il calciatore viene riscattato dalla società croata, firmando un nuovo contratto fino al giugno 2023.
L'11 giugno 2025 rescinde il proprio contratto col club capitolino.

### Nazionale
Nell'agosto 2013 esordisce, all'età di 18 anni ed 11 mesi, con la nazionale Under-21 croata, giocando l'incontro di qualificazione agli Europei di categoria contro il Liechtenstein, segnando anche la sua prima rete.
Viste le ottime prestazioni in quel di Zagabria, Petković viene convocato per la prima volta nella nazionale maggiore croata nel marzo 2019 al posto dell'infortunato Marko Pjaca. Esordisce da titolare con la selezione croata il 21 marzo 2019, partendo titolare nel successo interno per 2-1 contro l'Azerbaigian, venendo rimpiazzato al 69º da Ante Rebić. L'11 giugno successivo, alla terza presenza, segna la sua prima rete in nazionale nell'amichevole persa per 2-1 contro la Tunisia. Dopo avere segnato nel 4-0 alla Slovacchia, il 10 ottobre marca una doppietta nel 3-0 contro l'Ungheria.
Il 9 novembre del 2022 viene inserito dal CT Zlatko Dalić nella lista dei convocati per i Mondiali di calcio in Qatar. In occasione della sfida dei quarti di finale contro il Brasile mette a segno, al 117º minuto dei tempi supplementari, la rete che fissa la gara sull'1-1 conclusivo, che quindi porta il match a decidersi ai calci di rigore, in cui la nazionale croata batte la selezione verde-oro per 4-2.
Il 14 giugno 2023 segna il gol del momentaneo 2-3 contro l'Olanda nei tempi supplementari nella semifinale di Nations League, match che poi terminerà 2-4 in favore dei croati. Nella finale con la Spagna sbaglia ai tiri di rigore.

## Statistiche

### Presenze e reti nei club
Statistiche aggiornate al 30 maggio 2025.
| Stagione               | Squadra                | Campionato             | Campionato | Campionato | Coppe nazionali | Coppe nazionali | Coppe nazionali | Coppe continentali | Coppe continentali | Coppe continentali | Altre coppe | Altre coppe | Altre coppe | Totale | Totale |
| Stagione               | Squadra                | Comp                   | Pres       | Reti       | Comp            | Pres            | Reti            | Comp               | Pres               | Reti               | Comp        | Pres        | Reti        | Pres   | Reti   |
| ---------------------- | ---------------------- | ---------------------- | ---------- | ---------- | --------------- | --------------- | --------------- | ------------------ | ------------------ | ------------------ | ----------- | ----------- | ----------- | ------ | ------ |
| 2012-2013              | Catania                | A                      | 1          | 0          | CI              | 0               | 0               | -                  | -                  | -                  | -           | -           | -           | 1      | 0      |
| 2013-2014              | Catania                | A                      | 4          | 0          | CI              | 0               | 0               | -                  | -                  | -                  | -           | -           | -           | 4      | 0      |
| Totale Catania         | Totale Catania         | Totale Catania         | 5          | 0          |                 | 0               | 0               |                    | -                  | -                  |             | -           | -           | 5      | 0      |
| 2014-gen. 2015         | Varese                 | B                      | 8          | 1          | CI              | 1               | 0               | -                  | -                  | -                  | -           | -           | -           | 9      | 1      |
| gen.-giu. 2015         | Reggiana               | LP                     | 15+3       | 4          | CI              | -               | -               | -                  | -                  | -                  | -           | -           | -           | 18     | 4      |
| 2015-gen. 2016         | Virtus Entella         | B                      | 13         | 1          | CI              | 0               | 0               | -                  | -                  | -                  | -           | -           | -           | 13     | 1      |
| gen.-giu. 2016         | Trapani                | B                      | 18+3       | 7          | CI              | -               | -               | -                  | -                  | -                  | -           | -           | -           | 21     | 7      |
| 2016-gen. 2017         | Trapani                | B                      | 17         | 3          | CI              | 0               | 0               | -                  | -                  | -                  | -           | -           | -           | 17     | 3      |
| Totale Trapani         | Totale Trapani         | Totale Trapani         | 35+3       | 10         |                 | 0               | 0               |                    | -                  | -                  |             | -           | -           | 38     | 10     |
| gen.-giu. 2017         | Bologna                | A                      | 12         | 0          | CI              | 0               | 0               | -                  | -                  | -                  | -           | -           | -           | 12     | 0      |
| 2017-gen. 2018         | Bologna                | A                      | 9          | 0          | CI              | 1               | 0               | -                  | -                  | -                  | -           | -           | -           | 10     | 0      |
| Totale Bologna         | Totale Bologna         | Totale Bologna         | 21         | 0          |                 | 1               | 0               |                    | -                  | -                  |             | -           | -           | 22     | 0      |
| gen.-giu. 2018         | Verona                 | A                      | 16         | 0          | CI              | 0               | 0               | -                  | -                  | -                  | -           | -           | -           | 16     | 0      |
| 2018-2019              | Dinamo Zagabria        | 1.HNL                  | 25         | 9          | CC              | 5               | 1               | UCL+UEL            | 0+9                | 2                  | -           | -           | -           | 39     | 12     |
| 2019-2020              | Dinamo Zagabria        | 1.HNL                  | 25         | 7          | CC              | 2               | 1               | UCL                | 12                 | 5                  | SC          | 1           | 0           | 40     | 13     |
| 2020-2021              | Dinamo Zagabria        | 1.HNL                  | 25         | 9          | CC              | 4               | 1               | UCL+UEL            | 2+11               | 0+4                | -           | -           | -           | 41     | 14     |
| 2021-2022              | Dinamo Zagabria        | 1.HNL                  | 30         | 7          | CC              | 1               | 0               | UCL+UEL            | 7+7                | 1+3                | -           | -           | -           | 45     | 11     |
| 2022-2023              | Dinamo Zagabria        | 1.HNL                  | 28         | 10         | CC              | 2               | 0               | UCL                | 12                 | 4                  | SC          | 1           | 0           | 43     | 14     |
| 2023-2024              | Dinamo Zagabria        | 1.HNL                  | 27         | 11         | CC              | 3               | 0               | UCL+UEL+UECL       | 4+2+7              | 0+0+7              | SC          | 1           | 0           | 44     | 18     |
| 2024-2025              | Dinamo Zagabria        | 1.HNL                  | 20         | 4          | CC              | 1               | 0               | UCL                | 5                  | 2                  | -           | -           | -           | 26     | 6      |
| Totale Dinamo Zagabria | Totale Dinamo Zagabria | Totale Dinamo Zagabria | 180        | 57         |                 | 18              | 3               |                    | 78                 | 28                 |             | 3           | 0           | 279    | 88     |
| Totale carriera        | Totale carriera        | Totale carriera        | 299        | 73         |                 | 20              | 3               |                    | 78                 | 28                 |             | 3           | 0           | 400    | 104    |

### Cronologia presenze e reti in nazionale
| Cronologia completa delle presenze e delle reti in nazionale ― Croazia | Cronologia completa delle presenze e delle reti in nazionale ― Croazia | Cronologia completa delle presenze e delle reti in nazionale ― Croazia | Cronologia completa delle presenze e delle reti in nazionale ― Croazia | Cronologia completa delle presenze e delle reti in nazionale ― Croazia | Cronologia completa delle presenze e delle reti in nazionale ― Croazia | Cronologia completa delle presenze e delle reti in nazionale ― Croazia | Cronologia completa delle presenze e delle reti in nazionale ― Croazia |
| Data                                                                   | Città                                                                  | In casa                                                                | Risultato                                                              | Ospiti                                                                 | Competizione                                                           | Reti                                                                   | Note                                                                   |
| ---------------------------------------------------------------------- | ---------------------------------------------------------------------- | ---------------------------------------------------------------------- | ---------------------------------------------------------------------- | ---------------------------------------------------------------------- | ---------------------------------------------------------------------- | ---------------------------------------------------------------------- | ---------------------------------------------------------------------- |
| 21-3-2019                                                              | Zagabria                                                               | Croazia                                                                | 2 – 1                                                                  | Azerbaigian                                                            | Qual. Euro 2020                                                        | -                                                                      | 69’                                                                    |
| 24-3-2019                                                              | Budapest                                                               | Ungheria                                                               | 2 – 1                                                                  | Croazia                                                                | Qual. Euro 2020                                                        | -                                                                      | 77’                                                                    |
| 11-6-2019                                                              | Varaždin                                                               | Croazia                                                                | 1 – 2                                                                  | Tunisia                                                                | Amichevole                                                             | 1                                                                      |                                                                        |
| 6-9-2019                                                               | Bratislava                                                             | Slovacchia                                                             | 0 – 4                                                                  | Croazia                                                                | Qual. Euro 2020                                                        | 1                                                                      | 83’                                                                    |
| 9-9-2019                                                               | Baku                                                                   | Azerbaigian                                                            | 1 – 1                                                                  | Croazia                                                                | Qual. Euro 2020                                                        | -                                                                      |                                                                        |
| 10-10-2019                                                             | Spalato                                                                | Croazia                                                                | 3 – 0                                                                  | Ungheria                                                               | Qual. Euro 2020                                                        | 2                                                                      |                                                                        |
| 13-10-2019                                                             | Cardiff                                                                | Galles                                                                 | 1 – 1                                                                  | Croazia                                                                | Qual. Euro 2020                                                        | -                                                                      | 46’ 64’                                                                |
| 16-11-2019                                                             | Fiume                                                                  | Croazia                                                                | 3 – 1                                                                  | Slovacchia                                                             | Qual. Euro 2020                                                        | 1                                                                      |                                                                        |
| 5-9-2020                                                               | Porto                                                                  | Portogallo                                                             | 4 – 1                                                                  | Croazia                                                                | UEFA Nations League 2020-2021 - 1º turno                               | 1                                                                      | 74’                                                                    |
| 7-10-2020                                                              | San Gallo                                                              | Svizzera                                                               | 1 – 2                                                                  | Croazia                                                                | Amichevole                                                             | -                                                                      | 57’                                                                    |
| 11-10-2020                                                             | Zagabria                                                               | Croazia                                                                | 2 – 1                                                                  | Svezia                                                                 | UEFA Nations League 2020-2021 - 1º turno                               | -                                                                      | 85’                                                                    |
| 14-10-2020                                                             | Zagabria                                                               | Croazia                                                                | 1 – 2                                                                  | Francia                                                                | UEFA Nations League 2020-2021 - 1º turno                               | -                                                                      | 61’                                                                    |
| 14-11-2020                                                             | Solna                                                                  | Svezia                                                                 | 2 – 1                                                                  | Croazia                                                                | UEFA Nations League 2020-2021 - 1º turno                               | -                                                                      | 77’                                                                    |
| 1-6-2021                                                               | Velika Gorica                                                          | Croazia                                                                | 1 – 1                                                                  | Armenia                                                                | Amichevole                                                             | -                                                                      | 46’                                                                    |
| 6-6-2021                                                               | Bruxelles                                                              | Belgio                                                                 | 1 – 0                                                                  | Croazia                                                                | Amichevole                                                             | -                                                                      | 70’                                                                    |
| 13-6-2021                                                              | Londra                                                                 | Inghilterra                                                            | 1 – 0                                                                  | Croazia                                                                | Euro 2020 - 1º turno                                                   | -                                                                      | 78’                                                                    |
| 18-6-2021                                                              | Glasgow                                                                | Croazia                                                                | 1 – 1                                                                  | Rep. Ceca                                                              | Euro 2020 - 1º turno                                                   | -                                                                      | 46’                                                                    |
| 22-6-2021                                                              | Glasgow                                                                | Croazia                                                                | 3 – 1                                                                  | Scozia                                                                 | Euro 2020 - 1º turno                                                   | -                                                                      | 70’                                                                    |
| 28-6-2021                                                              | Copenaghen                                                             | Croazia                                                                | 3 – 5 dts                                                              | Spagna                                                                 | Euro 2020 - Ottavi di finale                                           | -                                                                      | 46’                                                                    |
| 11-11-2021                                                             | Ta' Qali                                                               | Malta                                                                  | 1 – 7                                                                  | Croazia                                                                | Qual. Mondiali 2022                                                    | -                                                                      | 54’                                                                    |
| 14-11-2021                                                             | Spalato                                                                | Croazia                                                                | 1 – 0                                                                  | Russia                                                                 | Qual. Mondiali 2022                                                    | -                                                                      | 58’                                                                    |
| 22-9-2022                                                              | Zagabria                                                               | Croazia                                                                | 2 – 1                                                                  | Danimarca                                                              | UEFA Nations League 2022-2023 - 1º turno                               | -                                                                      | 71’                                                                    |
| 16-11-2022                                                             | Riad                                                                   | Arabia Saudita                                                         | 0 – 1                                                                  | Croazia                                                                | Amichevole                                                             | -                                                                      | 58’                                                                    |
| 27-11-2022                                                             | Al Rayyan                                                              | Croazia                                                                | 4 – 1                                                                  | Canada                                                                 | Mondiali 2022 - 1º turno                                               | -                                                                      | 60’                                                                    |
| 1-12-2022                                                              | Al Rayyan                                                              | Croazia                                                                | 0 – 0                                                                  | Belgio                                                                 | Mondiali 2022 - 1º turno                                               | -                                                                      | 64’                                                                    |
| 5-12-2022                                                              | Al Wakrah                                                              | Giappone                                                               | 1 – 1 dts (1 – 3 dtr)                                                  | Croazia                                                                | Mondiali 2022 - Ottavi di finale                                       | -                                                                      | 62’                                                                    |
| 9-12-2022                                                              | Al Rayyan                                                              | Croazia                                                                | 1 – 1 dts (4 – 2 dtr)                                                  | Brasile                                                                | Mondiali 2022 - Quarti di finale                                       | 1                                                                      | 72’ 117’                                                               |
| 13-12-2022                                                             | Lusail                                                                 | Argentina                                                              | 3 – 0                                                                  | Croazia                                                                | Mondiali 2022 - Semifinale                                             | -                                                                      | 50’                                                                    |
| 17-12-2022                                                             | Al Rayyan                                                              | Croazia                                                                | 2 – 1                                                                  | Marocco                                                                | Mondiali 2022 - Finale 3º posto                                        | -                                                                      | 66’                                                                    |
| 14-6-2023                                                              | Rotterdam                                                              | Paesi Bassi                                                            | 2 – 4 dts                                                              | Croazia                                                                | UEFA Nations League 2022-2023 - Semifinale                             | 1                                                                      | 90+1’                                                                  |
| 18-6-2023                                                              | Rotterdam                                                              | Croazia                                                                | 0 – 0 dts (4 – 5 dtr)                                                  | Spagna                                                                 | UEFA Nations League 2022-2023 - Finale                                 | -                                                                      | 61’ 90+2’                                                              |
| 8-9-2023                                                               | Fiume                                                                  | Croazia                                                                | 5 – 0                                                                  | Lettonia                                                               | Qual. Euro 2024                                                        | 2                                                                      | 67’                                                                    |
| 11-9-2023                                                              | Erevan                                                                 | Armenia                                                                | 0 – 1                                                                  | Croazia                                                                | Qual. Euro 2024                                                        | -                                                                      | 84’                                                                    |
| 12-10-2023                                                             | Osijek                                                                 | Croazia                                                                | 0 – 1                                                                  | Turchia                                                                | Qual. Euro 2024                                                        | -                                                                      | 62’ 89’                                                                |
| 23-3-2024                                                              | Il Cairo                                                               | Tunisia                                                                | 0 – 0 (4 – 5 dtr)                                                      | Croazia                                                                | Amichevole                                                             | -                                                                      | 68’                                                                    |
| 26-3-2024                                                              | Il Cairo                                                               | Egitto                                                                 | 2 – 4                                                                  | Croazia                                                                | Amichevole                                                             | 1                                                                      | 68’                                                                    |
| 3-6-2024                                                               | Fiume                                                                  | Croazia                                                                | 3 – 0                                                                  | Macedonia del Nord                                                     | Amichevole                                                             | -                                                                      | 60’                                                                    |
| 8-6-2024                                                               | Oeiras                                                                 | Portogallo                                                             | 1 – 2                                                                  | Croazia                                                                | Amichevole                                                             | -                                                                      | 67’                                                                    |
| 15-6-2024                                                              | Berlino                                                                | Spagna                                                                 | 3 – 0                                                                  | Croazia                                                                | Euro 2024 - 1º turno                                                   | -                                                                      | 72’                                                                    |
| 19-6-2024                                                              | Amburgo                                                                | Croazia                                                                | 2 – 2                                                                  | Albania                                                                | Euro 2024 - 1º turno                                                   | -                                                                      | 69’                                                                    |
| 8-9-2024                                                               | Osijek                                                                 | Croazia                                                                | 1 – 0                                                                  | Polonia                                                                | UEFA Nations League 2024-2025 - 1º turno                               | -                                                                      | 68’ 69’                                                                |
| 12-10-2024                                                             | Zagabria                                                               | Croazia                                                                | 2 – 1                                                                  | Scozia                                                                 | UEFA Nations League 2024-2025 - 1º turno                               | -                                                                      | 71’                                                                    |
| Totale                                                                 |                                                                        | Presenze                                                               | 42                                                                     |                                                                        | Reti                                                                   | 11                                                                     |                                                                        |

| Cronologia completa delle presenze e delle reti in nazionale ― Croazia under 21 | Cronologia completa delle presenze e delle reti in nazionale ― Croazia under 21 | Cronologia completa delle presenze e delle reti in nazionale ― Croazia under 21 | Cronologia completa delle presenze e delle reti in nazionale ― Croazia under 21 | Cronologia completa delle presenze e delle reti in nazionale ― Croazia under 21 | Cronologia completa delle presenze e delle reti in nazionale ― Croazia under 21 | Cronologia completa delle presenze e delle reti in nazionale ― Croazia under 21 | Cronologia completa delle presenze e delle reti in nazionale ― Croazia under 21 |
| Data                                                                            | Città                                                                           | In casa                                                                         | Risultato                                                                       | Ospiti                                                                          | Competizione                                                                    | Reti                                                                            | Note                                                                            |
| ------------------------------------------------------------------------------- | ------------------------------------------------------------------------------- | ------------------------------------------------------------------------------- | ------------------------------------------------------------------------------- | ------------------------------------------------------------------------------- | ------------------------------------------------------------------------------- | ------------------------------------------------------------------------------- | ------------------------------------------------------------------------------- |
| 13-8-2013                                                                       | Vaduz                                                                           | Liechtenstein under 21                                                          | 0 – 5                                                                           | Croazia under 21                                                                | Qual. Europeo Under-21 2015                                                     | 1                                                                               | 75’                                                                             |
| Totale                                                                          |                                                                                 | Presenze                                                                        | 1                                                                               |                                                                                 | Reti                                                                            | 1                                                                               |                                                                                 |

## Palmarès

### Club

#### Competizioni nazionali
- Campionato croato: 6

Dinamo Zagabria: 2018-2019, 2019-2020, 2020-2021, 2021-2022, 2022-2023, 2023-2024
- Supercoppa di Croazia: 3

Dinamo Zagabria: 2019, 2022, 2023
- Coppa di Croazia: 2

Dinamo Zagabria: 2020-2021, 2023-2024